# Dino Salihovic
Dino Salihovic, född 2 december 2002 i Norrköping, är en svensk fotbollsspelare som för nuvarande spelar för Örebro SK.

## Karriär
Salihovic började spela fotboll i IFK Norrköping som sexåring och i början av säsongen 2021 skrev han på sitt första A-lagskontrakt med klubben. Han hade även tidigare varit med i A-lagssammanhang, under 2020 var han med under  IFK Norrköpings träningsläger i Portugal, och gjorde också en match i Svenska cupen mot Gottne IF.
Salihovic var utlånad till IF Sylvia under två sejourer i Ettan Norra. I mars 2023 lånades Salihovic ut till Gais i Superettan över resten av säsongen. Februari 2025 bekräftar Laliga klubben Valencia att Salihovic skrivit på ett 6 månaders kontrakt.